# KD Ilirija
Košarkarski društvo Ilirija je košarkarska ekipa iz Ljubljane. Ekipa tekmuje v slovenski prvi ligi, najvišji slovenski ligi, in v drugi diviziji Lige ABA.

## Lovorike
- Prva liga

Zmagovalci: 1961, 1969, 1971, 1972, 1975, 1982
- Druga liga

Zmagovalci: 2016–17, 2020–21
- Tretja liga

Zmagovalci: 2015–16
- Četrta liga

Zmagovalci: 2014–15

## Glavni trenerji
V nadaljevanju je seznam glavnih trenerjev od leta 2001:
- Vladimir Mićunović, 2001–2002
- Spasoje Todorović, 2002–2005
- Jošo Gagel, 2005–2007
- Dejan Prokić, 2007–2008
- Andrej Božič, 2008–2010
- Drago Dedovič, 2010–2011
- Jure Saje, 2011–2012
- Dejan Prokić, 2012–2013
- Gregor Hafnar, 2013–2014
- Mitja Smole, 2014–2015
- Saša Dončić, 2015–2019
- Luka Bassin, 2019–2020
- Saša Dončić, 2020–2022
- Stipe Modrić, 2022–danes

Vir: Košarkarska zveza Slovenije